# Drabînivka, Novi Sanjarî
Drabînivka (în ucraineană Драбинівка) este localitatea de reședință a comunei Drabînivka din raionul Novi Sanjarî, regiunea Poltava, Ucraina.

## Demografie
Componența lingvistică a localității Drabînivka
     Ucraineană (97,96%)
     Rusă (1,62%)
     Alte limbi (0,34%)
Conform recensământului din 2001, majoritatea populației localității Drabînivka era vorbitoare de ucraineană (97,96%), existând în minoritate și vorbitori de rusă (1,62%).